# Брецо (Варезе)
Брецо је насеље у Италији у округу Варезе, региону Ломбардија.
Према процени из 2011. у насељу је живело 282 становника. Насеље се налази на надморској висини од 325 м.